# Farrokh-Rou Parsa
Farrokh-Rou Parsa (Qom, 21 de març de 1922- Teheran, 8 de maig de 1980) va ser una metgessa i política iraniana. Va ser ministra d'Educació de 1968 a 1976.

## Biografia
Era la filla de Farrokh-Din Partsa i Fakhr-Afaq, editora en cap de Jahan-i Zanan (El món de la dona), una revista femenina publicada durant els anys 20

### Carrera científica
Farrokh-Rou va ser una de les primeres diplomades de l'Escola Normal a l'Iran. L'any 1942 va començar a treballar com a professora de biologia a l'Institut <<Nourbakhsh>>. L'any 1944 es va casar amb un oficial de l'exèrcit. A més a més de la seva feina com a professora, també visitava presoners en els seus llocs de detenció.
Durant un any va ser nomenada directora de l'Institut <<Valli u'llah Nasr>>. Més tard, al 1957, va ser nomenada directora de l'Institut <<Nourbakhsh>>. Després d'obtenir el seu diploma en medicina, va esdevenir professora de biologia a l'Institut Joana d'Arc de Teheran. Una de les seves alumnes va ser Farah Diba, futura esposa del sha Mohammed Reza Pahlavi.

### Carrera política
L'any 1963 va ser escollida diputada al Parlament, abans de ser nomenada dos anys més tard, vice-ministra d'Educació en el govern del Primer Ministre Amir Abbas Hoveyda. El 27 d'agost de 1968, va ser nomenada ministra d'Educació, convertint-se en la primera dona en el país en ocupar un càrrec ministerial. Va conservar el seu càrrec fins al gener de 1976.

### Mort
Empresonada després de la revolució islàmica de 1979, va ser executada per arma de foc el 8 de maig de 1980 després d'un judici davant un comitè revolucionari.